# Gobius ater
Gobius ater е вид лъчеперка от семейство Попчеви (Gobiidae).

## Разпространение
Видът е разпространен в Босна и Херцеговина, Гърция, Испания (Балеарски острови), Италия (Сардиния и Сицилия), Монако, Франция (Корсика) и Хърватия.